# Де Жизинье, Бернард дю Бус
Бернард дю Бус де Жизинье (1808—1874) — нидерландский аристократ, бельгийский политик, орнитолог и палеонтолог.

## Биография
Был вторым сыном Леонарда Пьера Джозефа дю Бус де Жизинье. С 1845 года состоял в браке с Петрониллой Труйтс. У них было двое детей. Изучал право, но вскоре заинтересовался орнитологией. В 1835 году представил в Королевскую академию наук и искусств Бельгии рукопись, в которой описал вид птиц Cladorhynchus leucocephalus. Был членом парламента от Суаньи.
В 1846 году стал первым директором Королевского бельгийского института естественных наук. В связи с этим назначением он пожертвовал музею 2474 птиц из личной коллекции. В 1860 году, когда вокруг Антверпена возводились новые укрепления, Бернард заинтересовался палеонтологией. Большинство обнаруженных ископаемых представляли собой остатки китообразных. Учёному удалось получить скелеты гренландского (Balaena mysticetus) и молодого синего (Balaenoptera musculus) китов, которые до сих пор демонстрируются в музее. В 1860 году был обнаружен скелет мамонта (экспонируется с 1869 года). На тот момент единственным скелетом мамонта, который можно было осмотреть в музее, был демонстрировавшийся в Санкт-Петербурге (Россия).
В 1867 году Бернард стал директором научной секции Королевской академии наук и искусств Бельгии.
В честь учёного назван монотипический род птиц дюбузия, включающий вид Dubusia taeniata (Boissonneau, 1840).